# تصویربرداری ماهواره‌ای

یک تصویر ترکیبی ماهواره‌ای از زمین در شب.

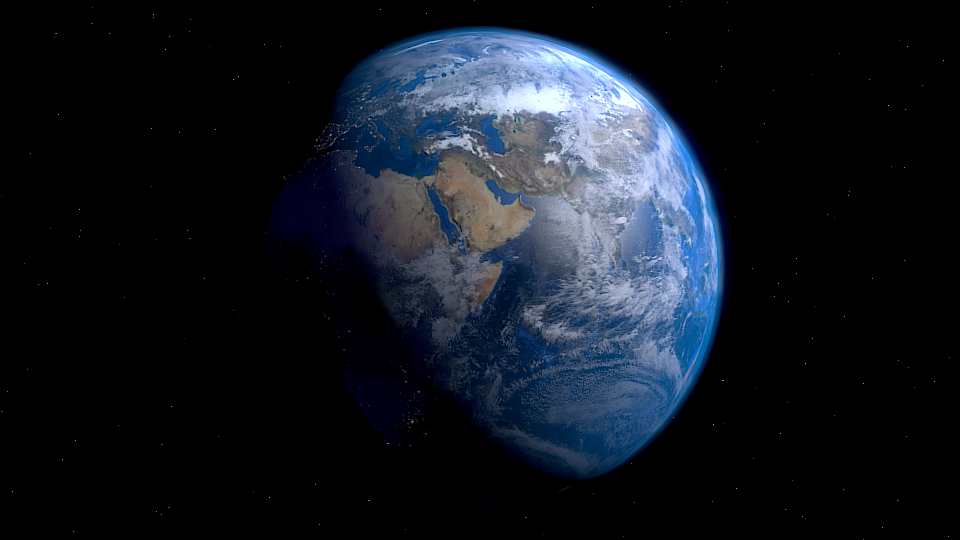
تصویر ماهواره‌ای کره زمین

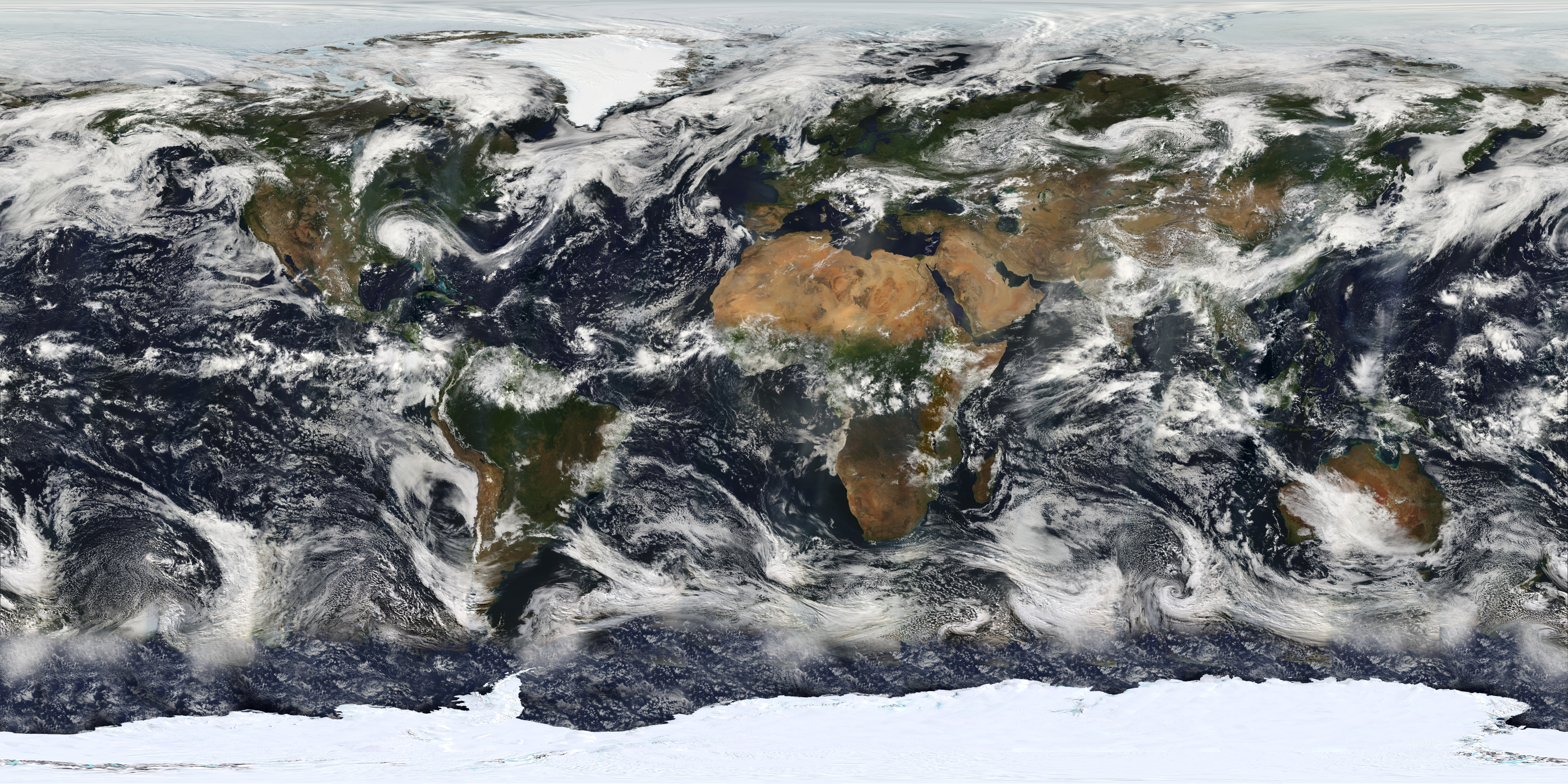
تصویربرداری ماهواره‌ای ناسا از پوشش ابری زمین

تصویربرداری ماهواره‌ای به عمل برداشت تصویر از زمین یا دیگر سیاره‌ها با استفاده از ماهواره گفته می‌شود.

## پیشینه و سیر رشد

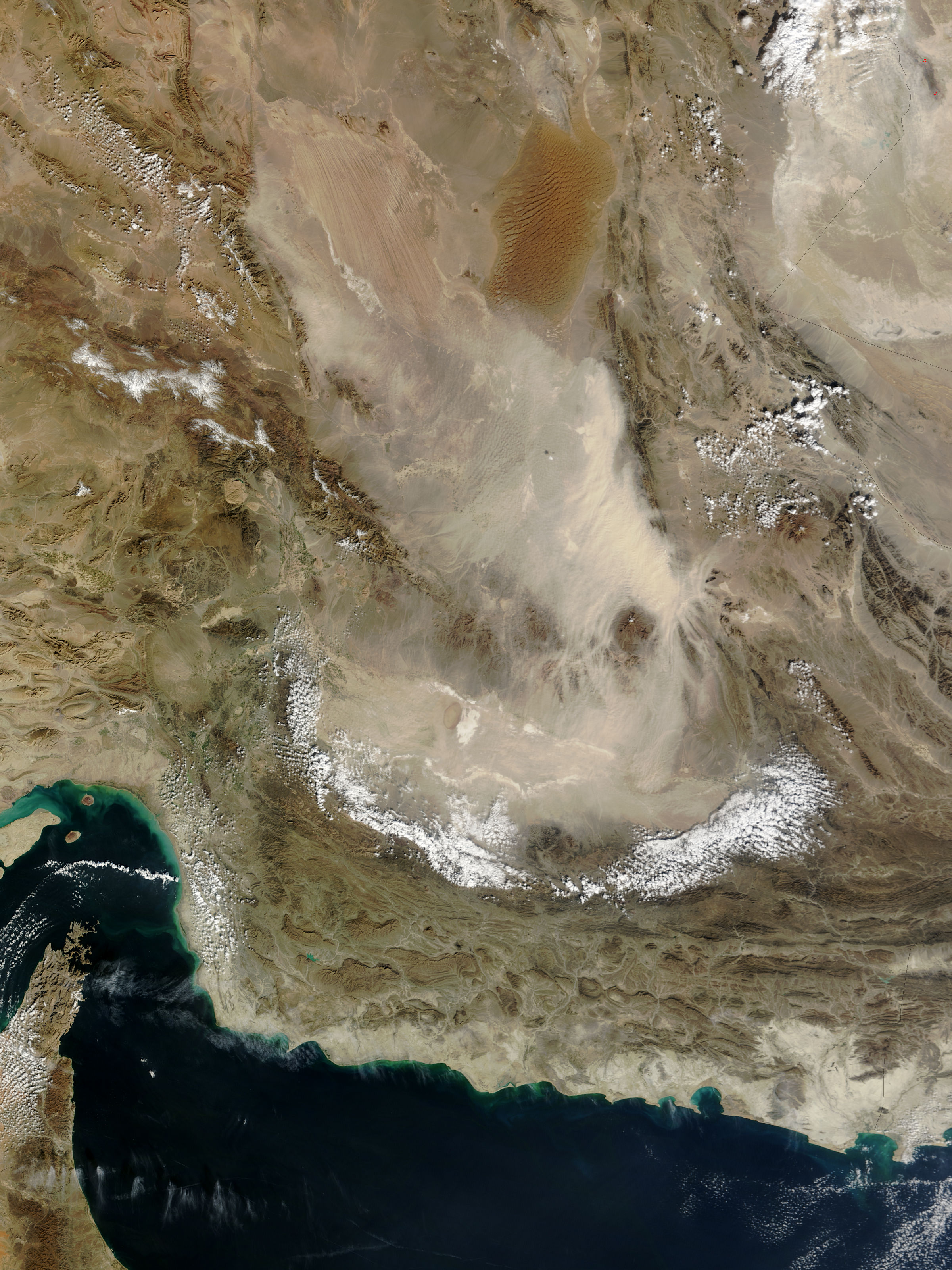
تصویر ماهواره‌ای از دشت لوت

در دهه ۱۹۶۰ آمریکا از طریق ماهواره‌های جاسوسی خود شروع به جمع‌آوری اطلاعات علیه کوبا و شوروی سابق نمود. در سال ۱۹۷۲ ناسا اولین ماهواره ارزیابی منابع زمینی بنام ERTS-۱ را به فضا پرتاب کرد که بعدها تحت نام لندست شناخته شد.
در سال ۱۹۷۲ اولین ماهواره لندست با دوربین RBV (Return Beam Vidicon) و سنجندهMulti Spectral Scanner) MSS) با چهار باند و سپس سری‌های بعدی از همین ماهواره، مجهز به سنجنده Thematic Mapper) TM) با هفت باند توسط ایالات متحده آمریکا در مدار زمین قرار گرفت. از این سال بود که تصویربرداری از حالت آنالوگ خارج و به صورت رقومی درآمد و دریچه‌ای جدید برای پردازش تصویر و نهایتاً تعبیر و تفسیر آن‌ها به روی بشر گشوده شد.
فرانسه در سال ۱۹۸۶ اولین سری از ماهواره‌های اسپات خود را با قدرت تفکیک ۱۰ و ۲۰ متر (در سه باند) در مدار کره زمین قرار داد.
هندوستان سری ماهواره‌های آی‌آراس را در سال ۱۹۸۸ تکمیل نمود.
ژاپن و آژانس فضایی اروپا در سال ۱۹۹۱ به ترتیب اقدام به ساخت سری ماهواره‌های ERS(European RS Satellites), MOS (Marine Observation Satellites) کرده و ماهواره‌های خود را در مدار کره زمین قرار دادند.
در سال ۱۹۹۱، کشور کانادا سری ماهواره‌های رادارست را تکمیل و به فضا پرتاب نمود.
در سال ۱۹۹۵، با مشارکت کشورهای برزیل و چین، ماهواره (CBERS (China-Brazil Earth Resource Satellite به فضا پرتاب شد.
با پرتاب ماهواره آیکونوس (با قدرت تفکیک ٫۸. متر و ۳٫۲ متر) در سال ۱۹۹۹ و سپس پرتاب ماهواره کوئیک‌برد (قدرت تفکیک ٫۶. متر و ۲٫۴۴ متر) در سال ۲۰۰۱، قدم‌های بزرگی در جهت تولید و به‌کارگیری تصاویر ماهواره‌ای با قدرت تفکیک بالا برداشته شد.
در سال ۲۰۰۳ با ساخت و پرتاب ماهواره پیشرفته اورب‌ویو (قدرت تفکیک ۱ متر و ۴ متر) قدم جدیدی در عرصه تصویربرداری ماهواره‌ای برداشته شد.
سازمان تحقیقات فضایی هند (ISRO)، در حال تحقیق دربارهٔ پروژه ماهواره‌هایی است که دارای قابلیت ارسال به فضا و بازگشت مجدد به زمین هستند.
در سال ۲۰۰۸ ماهواره ژئوآی (قدرت تفکیک ۰/۴ متر و ۱/۶ متر) در مدار زمین قرار گرفت. ماهواره ژئوآی تا کنون جزو مدرن‌ترین ماهواره‌های با قدرت تفکیک بالا محسوب می‌گردد و کاربردهای فراوانی در سنجش از دور دارد.

## کاربرد تصاویر ماهواره‌ای

### کاربرد درکشاورزیوخاک‌شناسی

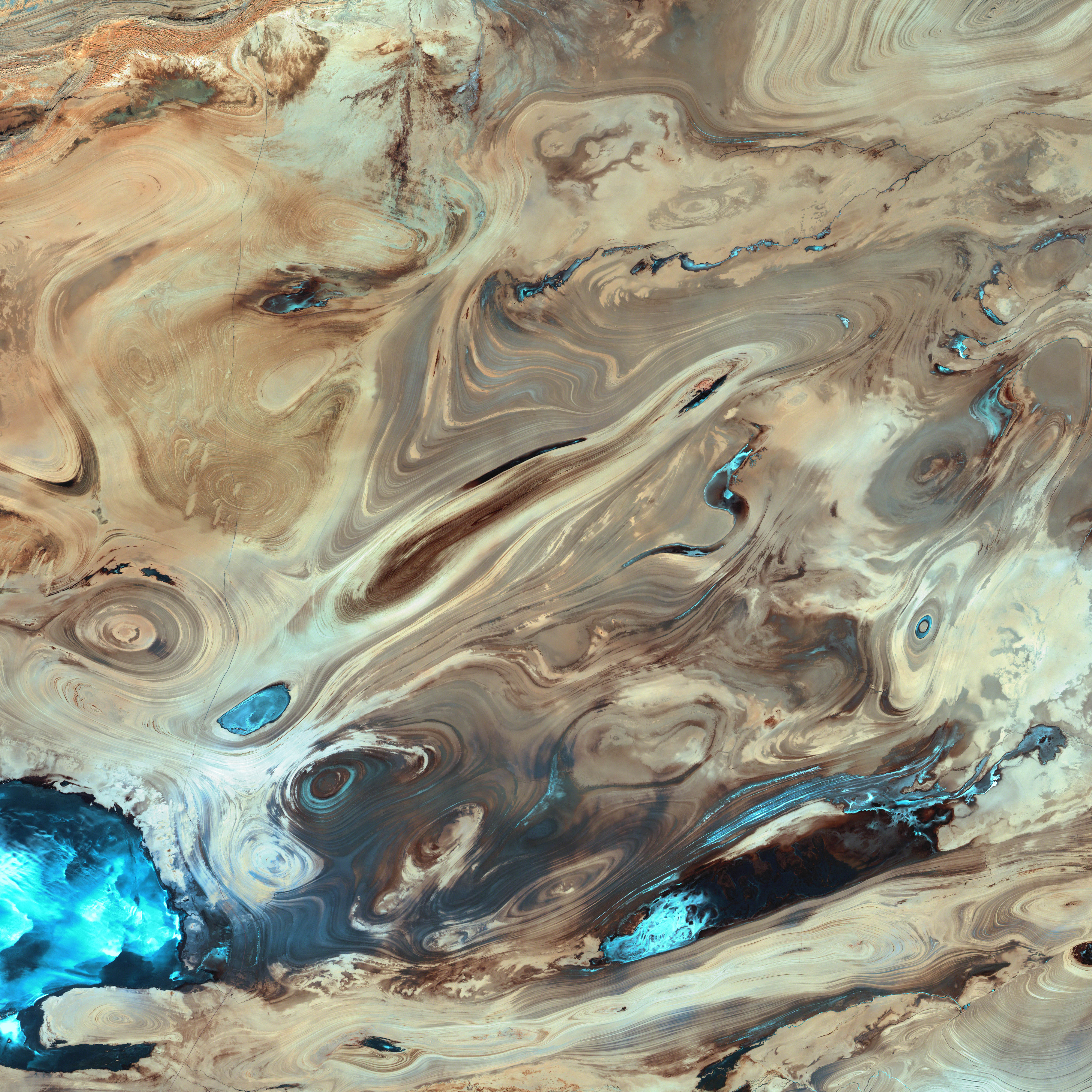
تصویر ماهواره‌ای دشت کویر

- شناسایی اراضی کشاورزی
- شناسایی نوع محصول
- تعیین سطح زیر کشت
- شناسایی مناطق مستعد کشت
- تخمین عملکرد محصول
- شناسایی محدودیت‌های کشت
- شناسایی اراضی شور
- شناسایی اراضی تحت فرسایش
- شناسایی خاک‌های مرطوب
- شناسایی باتلاقها
- شناسایی آفات و امراض گیاهی
- تخمین مواد موجود در خاک
- نظارت بر رشد محصول

### کاربرد درزمین‌شناسیوژئومورفولوژی
- تهیه نقشه‌های زمین‌شناسی
- زمین‌شناسی ساختمانی و تکتونیک

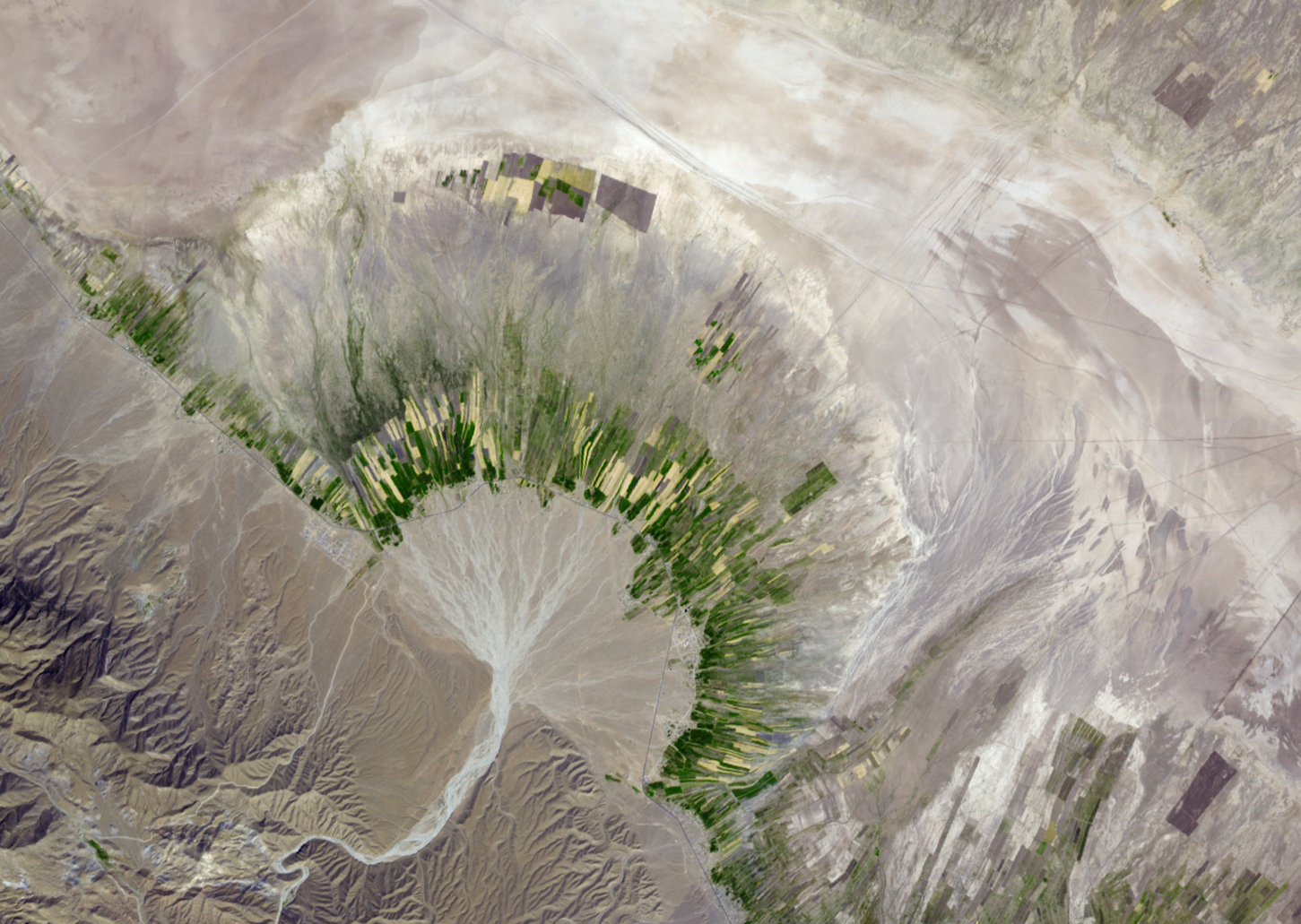
تصویر ماهواره‌ای یک مخروط‌افکنه در ایران

- زمین‌شناسی مهندسی (تونل‌سازی، پل‌سازی…)
- بررسی نواحی کویری و بیابانی
- مطالعات اکتشافات معدن، نفت، گاز
- مطالعات مربوط به ژئوترمال و فعالیت‌های آتشفشانی
- مطالعات بلایای زمینی، زلزله، آتشفشان
- مطالعات یخچال‌ها
- زمین‌شناسی دریایی و ساحلی

### کاربرد در مطالعاتجنگلومرتع
- شناسایی مناطق جنگل
- شناسایی گونه‌های جنگلی
- شناسایی اراضی مرتعی از نظر تراکم پوشش
- شناسایی مناطق از بین رفته جنگلی و مستعد جنگل‌کاری
- شناسایی مناطق جنگل‌کاری شده
- مطالعه مربوط به آبخیزداری و حفاظت خاک
- تشخیص آتش‌سوزی‌های جنگلی
- تفکیک اراضی مرتعی از نظر ارتفاع

### کاربرد در مطالعات شهری

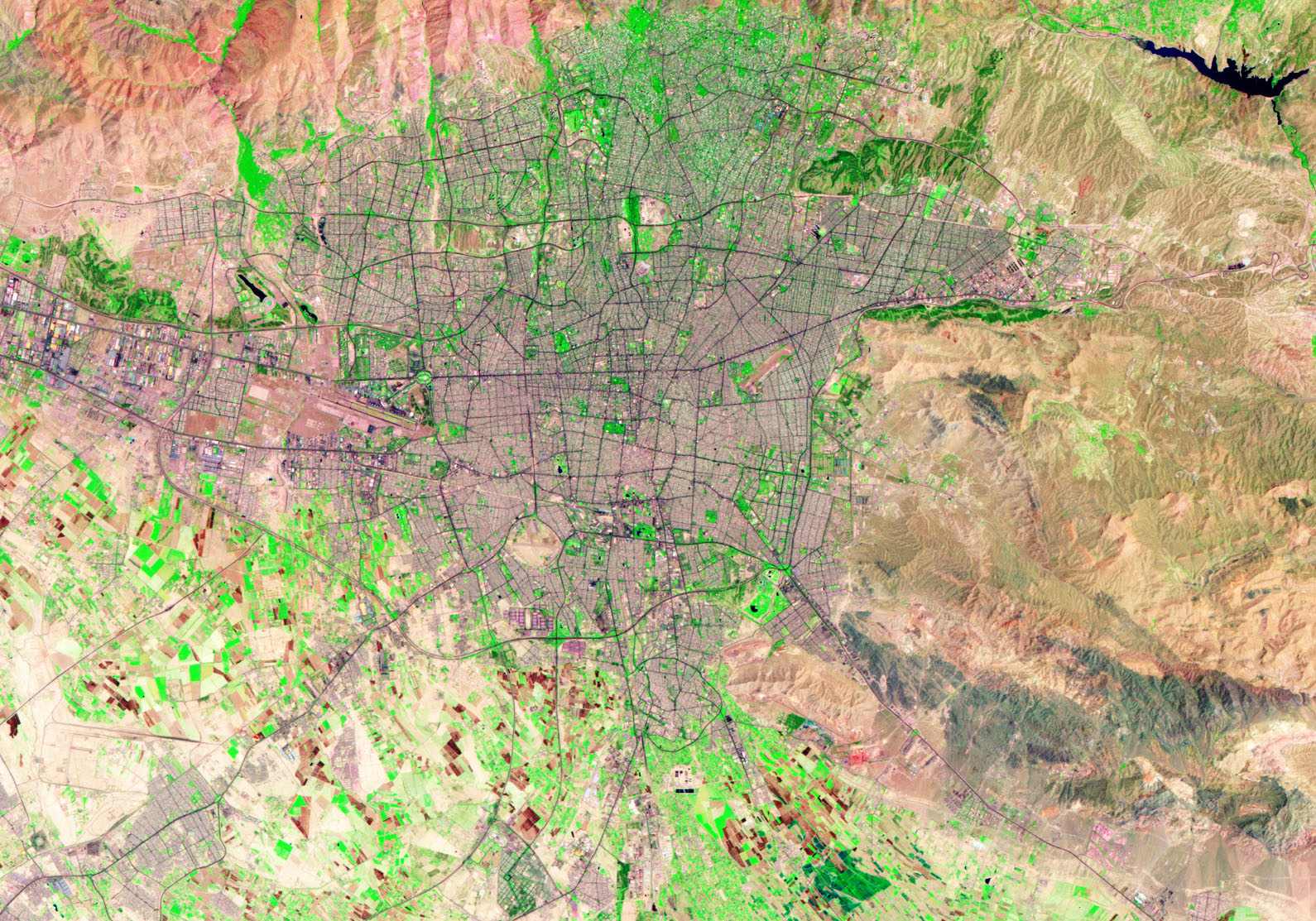
تصویر ماهواره‌ای از شهر تهران

- تهیه و تولید نقشه‌های کاربری اراضی و واحدهای فیزیوگرافی
- تهیه DTM برای شهرها
- مطالعات زمین‌شناسی شهرها
- تهیه نقشه شکستگی‌ها و گسلهای مناطق شهری
- تعیین زون‌های لرزه‌خیز در مناطق مختلف
- تهیه نقشه حرارتی کلان‌شهرها
- شناسایی دینامیسم زون‌های ساحلی و بررسی توسعه آن‌ها
- مطالعات فرسایشی شهرها و تعیین زون‌های سیلخیز

### کاربرد درمحیط زیست
- شناسایی چشمه‌های آب سرد سواحل
- شناسایی محل تخلیه زباله‌های اتمی

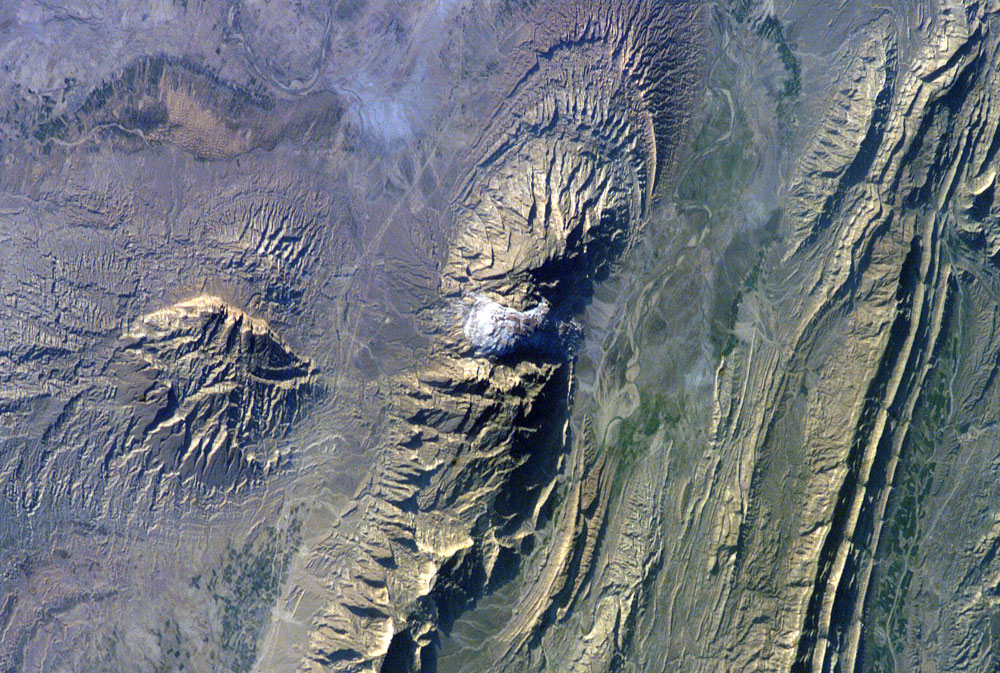
تصویر ماهواره‌ای یک گنبد نمکی در زاگرس

- شناسایی کوه‌های آتشفشانی و تغییرات حاصله در آن‌ها
- شناسایی مواد معدنی رادیواکتیو
- شناسایی مناطق مناسب برای ایجاد پارک‌های زیست‌محیطی و حیات وحش
- مطالعه جزر و مد و جریانات سطحی
- هشدار در مورد آتش‌سوزی جنگل‌ها و چاه‌های نفتی
- ردیابی آلودگی‌های نفتی در آب‌ها در مقیاس منطقه‌ای و جهانی

### کاربرد درکارتوگرافی
- تهیه نقشه‌های کشاورزی، جمعیت، جنگل…
- تهیه نقشه‌های عکسی (فتومپ)
- تهیه نقشه‌های پوشش گیاهی
- تهیه نقشه‌های کوچک و بزرگ مقیاس در سطح استان، کشور، قاره و غیره
- تهیه نقشه‌های جهت شیب عمومی و کلی
- تهیه نقشه‌های فرم اراضی (land form)
- تعیین و تصحیح حد و مکان‌های جغرافیایی و تنظیم نقشه تقسیمات کشوری
- تهیه اطلسهای کشوری در مقیاس‌های مختلف

### کاربرد درهواشناسیواقلیم‌شناسی
- تخمین میزان بارندگی
- پیش‌بینی خشک‌سالی

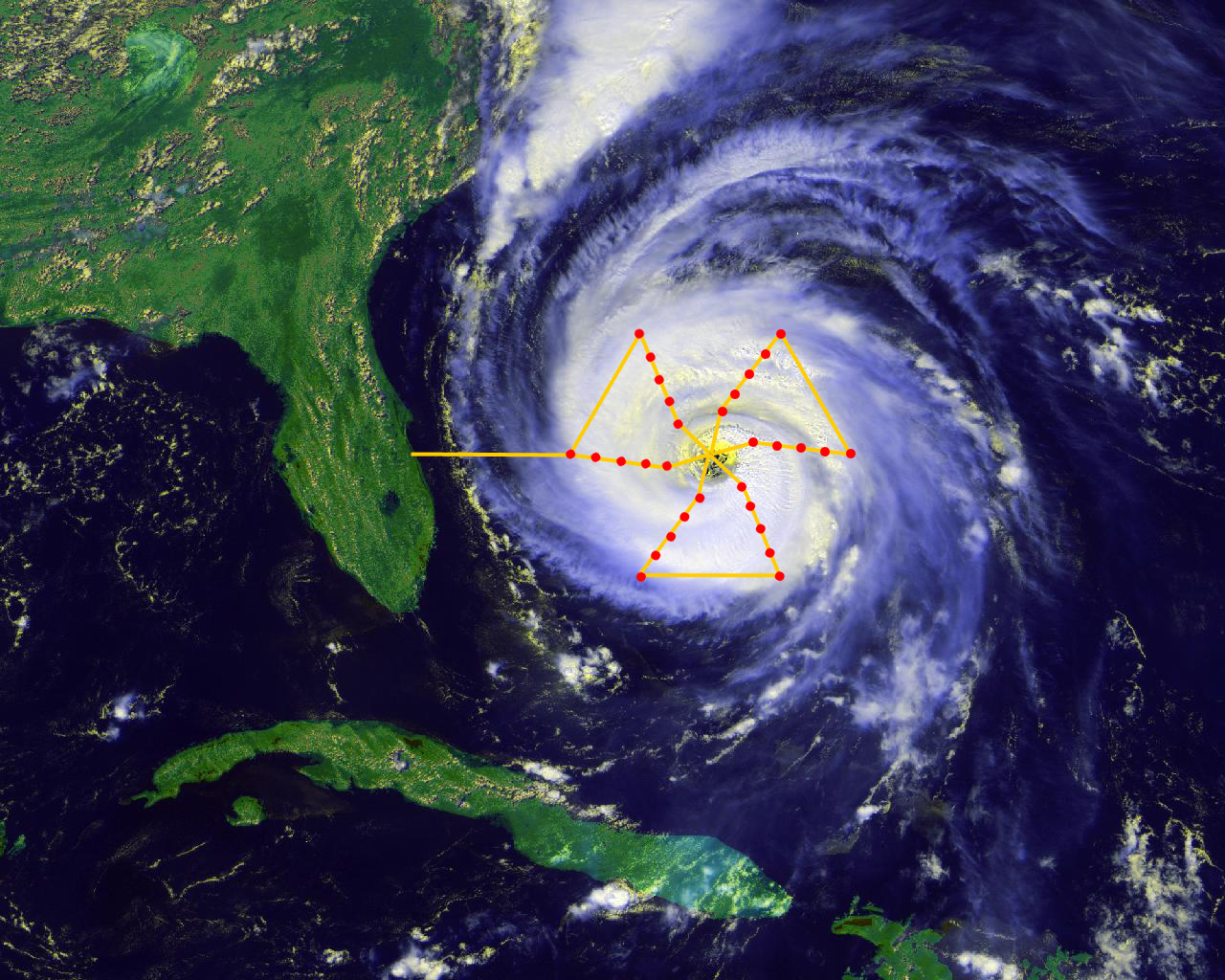
تصویر ماهواره‌ای از تشکیل یک توفان

- شناخت انواع ابرها و پوشش‌های ابری یا تعیین درصد پوشش
- تعیین دمای سطح آب‌ها و خشک‌سالی
- تهیه نقشه‌های اقلیمی منطقه‌ای و جهانی
- ردیابی توفانهای حارهای، تورنادو و هشداردهی در مورد آن‌ها
- تهیه نقشه پوشش برفی و یخی
- بررسی وضعیت اقیانوس‌ها
- بررسی اثرات فعالیت‌های جوی بر روی هوا و اقلیم

### کاربرد در منابع آب،اقیانوس‌شناسیوشیلات
- تعیین عمق نسبی آب
- شناسایی و تفکیک رنگ آب
- تعیین درجه حرارت سطح آب (SST)
- تعیین میزان گل آلودگی آب

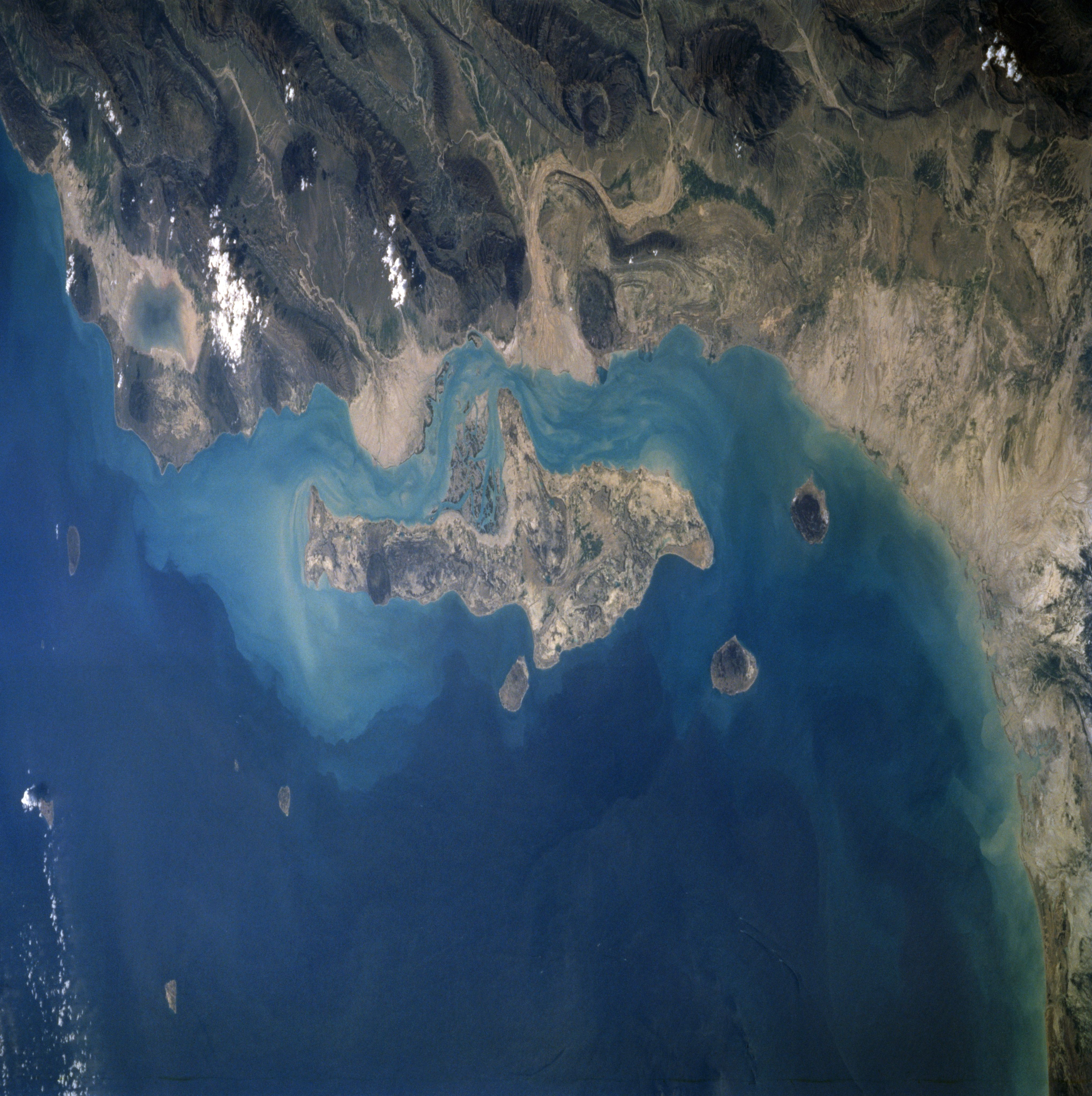
تصویر ماهواره‌ای از جزیره قشم

- شناسایی محل تجمع کلروفیلها و موجودات دریایی
- تعیین شوری آب
- شناسایی دریاچه‌های فصلی و باتلاق‌ها
- شناسایی اراضی گود (LOW LAND)
- مطالعه جنگل‌های مانگرو
- مطالعه دریاچه‌های پشت سدها[۲]

## تفاوت تصاویر ماهواره‌ای با عکس‌های هوایی

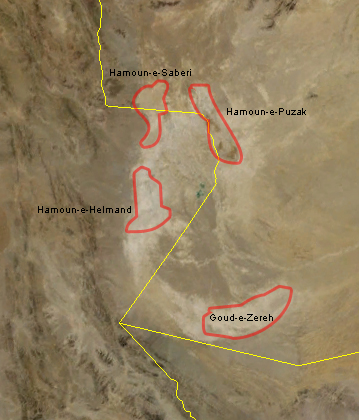
تصویر ماهواره‌ای دریاچه هامون

میزان اطلاعات مرتبط با تصاویر ماهواره‌ای با سرعت زیادی در حال افزایش می‌باشد. امروزه بسیاری از سازمان‌ها و نهادها در صدد بهره جستن از این‌گونه تصاویر، برای مقاصد مختلفی می‌باشند.

### مقیاس
در حالت کلی، عکس‌های هوایی تفکیک مکانی بسیار بالایی را برای مناطق تهیه می‌نمایند. گاهی نیز عکس‌های هوایی به منظور ساخت هندسه برای وارد کردن به سیستم‌های CAD و GIS مورد استفاده قرار می‌گیرند. در سوی دیگر تصاویر ماهواره‌ای مناطقی با وسعت بیشتر، گاهی به اندازهٔ یک کشور را پوشش می‌دهند.

### دست‌یابی
دلایل واضحی برای اینکه چرا تصاویر ماهواره‌ای می‌توانند امکان تجسس پیوسته را در کاربردهای دفاعی تهیه نمایند، وجود دارد. این تصاویر می‌توانند مناطق وسیعی را تحت پوشش قرار دهند در حالی‌که ماهواره در ارتفاع بسیار بالایی از زمین قرار دارد، هواپیماها توانایی قرارگیری در ارتفاع‌های بالا را ندارند.
سنجنده‌های ماهواره‌ای راداری فوایدی دارد که عکس‌های چندطیفی و سیاه و سفید هوایی آن‌ها را دارا نمی‌باشند. تصاویر راداری را می‌توان از میان ابرها و مستقل از شرایط آب و هوایی تهیه نمود. به همین جهت در مواقعی که نیاز به دست‌یابی سریع و راه‌حل‌های اضطراری وجود دارد، این‌گونه تصاویر تنها راه‌حل موضوع می‌باشد.

### روند انجام کار
روند انجام کار، هم در تهیهٔ تصاویر ماهواره‌ای و هم در تهیهٔ عکس‌های هوایی به‌طور گسترده‌ای رو به خودکار شدن کامل پیش می‌رود. تجزیه و تحلیل تصاویر، استخراج برداری، مدل کردن و اجرای پردازش‌های کامپیوتری در مدیریت داده‌ها و در نهایت تهیهٔ نقشه، به‌طور وسیعی در حال پیشرفت و خودکار شدن می‌باشد.

### ذخیرهٔ داده‌ها
دوربین‌های دیجیتال هوایی امروزه توانایی ذخیرهٔ تقریباً ۲۵۰ مگاپیکسل را دارا می‌باشند؛ ولی برای انجام این کار، همچنین نیازمند سیستمی مناسب برای ذخیرهٔ یک مجموعهٔ کامل از تصاویر، و توانایی کار با داده‌های بسیار بزرگ و تجزیه و تحلیل آن‌ها می‌باشند. در مورد کار با تصاویر ماهواره‌ای نیز به همین سیستم‌ها نیاز می‌باشد. در برخی مواقع توانایی آماده کردن حجم بزرگی از داده‌های تصویری و انتقال آن به مرجع زمینی مورد نظر می‌باشد.

### هزینه
هزینهٔ انجام پروژه‌هایی مبتنی بر تصاویر به تعداد و نوع آن‌ها و میزان تناوب تصویربرداری وابسته می‌باشد. در حالت کلی می‌توان گفت که تصویربرداری مناطق وسیع‌تر به‌وسیلهٔ تصاویر ماهوارهٔ هزینهٔ کمتری را متقبل خواهند شد؛ زیرا یک تک تصویر ماهواره‌ای که در یک نقطه توسط ماهواره تهیه می‌گردد می‌تواند منطقهٔ وسیعی (ده‌ها کیلومتر) را پوشش دهد؛ ولی عکس‌های هوایی منطقهٔ کوچک‌تری را با یک تک تصویر پوشش می‌دهند ولی جزئیات موجود در آن تک تصویر برای بسیاری از کاربردها حیاتی می‌باشد.